# Tiro com arco nos Jogos Olímpicos de Verão de 1988 - Individual masculino
A prova individual masculina do tiro com arco nos Jogos Olímpicos de Verão de 1988 de 27 a 30 de setembro daquele ano no Hwarang Archery Field, em Seul, na Coreia do Sul.

## Formato da competição
Na rodada preliminar, cada arqueiro disparou uma bala FITA, composta por 144 flechas divididas igualmente entre as distâncias de 90 metros, 70 metros, 50 metros e 30 metros. Os 24 melhores arqueiros avançaram para as oitavas de final. Nesta fase, Cada arqueiro disparou um quarto de tiro FITA, com as 36 flechas divididas igualmente entre as distâncias de 90 metros, 70 metros, 50 metros e 30 metros. Os 18 melhores arqueiros avançaram para as quartas de final.
Os três melhores arqueiros da final ganharam medalhas. Cada arqueiro disparou um quarto de tiro FITA, com as 36 flechas divididas igualmente entre as distâncias de 90 metros, 70 metros, 50 metros e 30 metros.

## Medalhistas
Jay Barrs, dos Estados Unidos foi campeão olímpico. Ele ficou a frente de Park Sung-soo (Coreia do Sul), que foi prata, enquanto o soviético Vladimir Yesheyev conquistou o bronze.
| Ouro   | USA Jay Barrs         |
| Prata  | KOR Park Sung-soo     |
| Bronze | URS Vladimir Yesheyev |

## Resultados
| Pos.              | Arqueiro                | Nação                  | Rodada preliminar | Pos. | Oitavas de final | Pos. | Quartas de final | Pos. | Semifinal | Pos. | Final |
| ----------------- | ----------------------- | ---------------------- | ----------------- | ---- | ---------------- | ---- | ---------------- | ---- | --------- | ---- | ----- |
| Medalha de ouro   | Jay Barrs               | USA Estados Unidos     | 1294              | 3    | 313              | 13   | 326              | 4    | 334       | 2    | 338   |
| Medalha de prata  | Park Sung-soo           | KOR Coreia do Sul      | 1303              | 2    | 322              | 4    | 324              | 5    | 329       | 4    | 336   |
| Medalha de bronze | Vladimir Yesheyev       | URS União Soviética    | 1304              | 1    | 313              | 14   | 320              | 9    | 328       | 5    | 335   |
| 4                 | Chun In-soo             | KOR Coreia do Sul      | 1284              | 6    | 326              | 2    | 323              | 6    | 334       | 1    | 331   |
| 5                 | Martinus Reniers        | NED Países Baixos      | 1286              | 5    | 328              | 1    | 328              | 2    | 324       | 8    | 327   |
| 6                 | Richard McKinney        | USA Estados Unidos     | 1288              | 4    | 321              | 6    | 327              | 3    | 332       | 3    | 324   |
| 7                 | Pentti Vikström         | FIN Finlândia          | 1273              | 13   | 312              | 15   | 320              | 10   | 324       | 7    | 323   |
| 8                 | Hiroshi Yamamoto        | JPN Japão              | 1271              | 14   | 316              | 7    | 318              | 12   | 324       | 6    | 321   |
| 9                 | Darrell Pace            | USA Estados Unidos     | 1257              | 19   | 306              | 18   | 329              | 1    | 322       | 9    | –     |
| 10                | Lee Han-sup             | KOR Coreia do Sul      | 1275              | 12   | 314              | 10   | 320              | 11   | 321       | 10   | –     |
| 11                | Tomi Poikolainen        | FIN Finlândia          | 1278              | 9    | 315              | 9    | 323              | 7    | 321       | 11   | –     |
| 12                | Detlef Kahlert          | FRG Alemanha Ocidental | 1254              | 20   | 307              | 17   | 321              | 8    | 311       | 12   | –     |
| 13                | Ilario Di Buò           | ITA Itália             | 1251              | 21   | 322              | 5    | 317              | 13   | –         | –    | –     |
| 14                | Takayoshi Matsushita    | JPN Japão              | 1266              | 15   | 311              | 16   | 316              | 14   | –         | –    | –     |
| 15                | Göran Bjerendal         | SWE Suécia             | 1280              | 8    | 315              | 8    | 316              | 15   | –         | –    | –     |
| 16                | Simon Fairweather       | AUS Austrália          | 1276              | 11   | 322              | 3    | 316              | 16   | –         | –    | –     |
| 17                | Paul Vermeiren          | BEL Bélgica            | 1250              | 22   | 313              | 12   | 309              | 17   | –         | –    | –     |
| 18                | Leroy Watson            | GBR Grã-Bretanha       | 1248              | 24   | 314              | 11   | 304              | 18   | –         | –    | –     |
| 19                | Olivier Heck            | FRA França             | 1277              | 10   | 306              | 19   | –                | –    | –         | –    | –     |
| 20                | Kostiantyn Shkolniy     | URS União Soviética    | 1250              | 23   | 304              | 20   | –                | –    | –         | –    | –     |
| 21                | Steven Hallard          | GBR Grã-Bretanha       | 1283              | 7    | 303              | 21   | –                | –    | –         | –    | –     |
| 22                | Vedat Erbay             | TUR Turquia            | 1257              | 18   | 302              | 22   | –                | –    | –         | –    | –     |
| 23                | Henrik Kromann Toft     | DEN Dinamarca          | 1263              | 17   | 295              | 23   | –                | –    | –         | –    | –     |
| 24                | John McDonald           | CAN Canadá             | 1263              | 16   | 292              | 24   | –                | –    | –         | –    | –     |
| 25                | Jan Jacobsen            | DEN Dinamarca          | 1248              | 25   | –                | –    | –                | –    | –         | –    | –     |
| 26                | Andrés Anchondo         | MEX México             | 1248              | 26   | –                | –    | –                | –    | –         | –    | –     |
| 27                | Ismo Falck              | FIN Finlândia          | 1246              | 27   | –                | –    | –                | –    | –         | –    | –     |
| 28                | Andrea Parenti          | ITA Itália             | 1245              | 28   | –                | –    | –                | –    | –         | –    | –     |
| 29                | Yury Leontyev           | URS União Soviética    | 1245              | 29   | –                | –    | –                | –    | –         | –    | –     |
| 30                | Mats Nordlander         | SWE Suécia             | 1243              | 30   | –                | –    | –                | –    | –         | –    | –     |
| 31                | Hu Pei-wen              | TPE Taipé Chinês       | 1243              | 31   | –                | –    | –                | –    | –         | –    | –     |
| 32                | Antonio Vázquez         | ESP Espanha            | 1239              | 32   | –                | –    | –                | –    | –         | –    | –     |
| 33                | Giancarlo Ferrari       | ITA Itália             | 1237              | 33   | –                | –    | –                | –    | –         | –    | –     |
| 34                | Kerem Ersü              | TUR Turquia            | 1237              | 34   | –                | –    | –                | –    | –         | –    | –     |
| 35                | Gert Bjerendal          | SWE Suécia             | 1236              | 35   | –                | –    | –                | –    | –         | –    | –     |
| 36                | Sanjeev Singh           | IND Índia              | 1233              | 36   | –                | –    | –                | –    | –         | –    | –     |
| 37                | Thierry Venant          | FRA França             | 1233              | 37   | –                | –    | –                | –    | –         | –    | –     |
| 38                | Omar Bustani            | MEX México             | 1232              | 38   | –                | –    | –                | –    | –         | –    | –     |
| 39                | Limba Ram               | IND Índia              | 1232              | 39   | –                | –    | –                | –    | –         | –    | –     |
| 40                | Terushi Furuhashi       | JPN Japão              | 1229              | 40   | –                | –    | –                | –    | –         | –    | –     |
| 41                | Christopher Blake       | AUS Austrália          | 1228              | 41   | –                | –    | –                | –    | –         | –    | –     |
| 42                | Yen Man-sung            | TPE Taipé Chinês       | 1227              | 42   | –                | –    | –                | –    | –         | –    | –     |
| 43                | Renato Emilio           | BRA Brasil             | 1225              | 43   | –                | –    | –                | –    | –         | –    | –     |
| 44                | Patrick de Koning       | BEL Bélgica            | 1225              | 44   | –                | –    | –                | –    | –         | –    | –     |
| 45                | Chiu Ping-kun           | TPE Taipé Chinês       | 1223              | 45   | –                | –    | –                | –    | –         | –    | –     |
| 46                | Duoji Qiuyun            | CHN China              | 1220              | 46   | –                | –    | –                | –    | –         | –    | –     |
| 47                | Liang Qiuzhong          | CHN China              | 1220              | 47   | –                | –    | –                | –    | –         | –    | –     |
| 48                | Safruddin Mawi          | INA Indonésia          | 1219              | 48   | –                | –    | –                | –    | –         | –    | –     |
| 49                | Adolfo González         | MEX México             | 1215              | 49   | –                | –    | –                | –    | –         | –    | –     |
| 50                | Manuel Jiménez          | ESP Espanha            | 1215              | 50   | –                | –    | –                | –    | –         | –    | –     |
| 51                | Daniel Desnoyers        | CAN Canadá             | 1215              | 51   | –                | –    | –                | –    | –         | –    | –     |
| 52                | Juan Holgado            | ESP Espanha            | 1210              | 52   | –                | –    | –                | –    | –         | –    | –     |
| 53                | Francis Notenboom       | BEL Bélgica            | 1209              | 53   | –                | –    | –                | –    | –         | –    | –     |
| 54                | Manfred Barth           | FRG Alemanha Ocidental | 1206              | 54   | –                | –    | –                | –    | –         | –    | –     |
| 55                | Ru Guang                | CHN China              | 1204              | 55   | –                | –    | –                | –    | –         | –    | –     |
| 56                | Ole Gammelgaard Nielsen | DEN Dinamarca          | 1203              | 56   | –                | –    | –                | –    | –         | –    | –     |
| 57                | Richard Priestman       | GBR Grã-Bretanha       | 1202              | 57   | –                | –    | –                | –    | –         | –    | –     |
| 58                | Denis Canuel            | CAN Canadá             | 1201              | 58   | –                | –    | –                | –    | –         | –    | –     |
| 59                | Bernhard Schulkowski    | FRG Alemanha Ocidental | 1199              | 59   | –                | –    | –                | –    | –         | –    | –     |
| 60                | Paul Bamber             | ZIM Zimbabwe           | 1197              | 60   | –                | –    | –                | –    | –         | –    | –     |
| 61                | Izzet Avci              | TUR Turquia            | 1192              | 61   | –                | –    | –                | –    | –         | –    | –     |
| 62                | Jorge Azevedo           | BRA Brasil             | 1191              | 62   | –                | –    | –                | –    | –         | –    | –     |
| 63                | Rodney Wagner           | AUS Austrália          | 1184              | 63   | –                | –    | –                | –    | –         | –    | –     |
| 64                | Claude Franclet         | FRA França             | 1181              | 64   | –                | –    | –                | –    | –         | –    | –     |
| 65                | Gilles Cresto           | MON Mônaco             | 1180              | 65   | –                | –    | –                | –    | –         | –    | –     |
| 66                | Carlos Reis             | POR Portugal           | 1176              | 66   | –                | –    | –                | –    | –         | –    | –     |
| 67                | Miguel Pedraza          | PUR Porto Rico         | 1172              | 67   | –                | –    | –                | –    | –         | –    | –     |
| 68                | Rowel Merto             | PHI Filipinas          | 1162              | 68   | –                | –    | –                | –    | –         | –    | –     |
| 69                | Joseph Malone           | IRL Irlanda            | 1162              | 69   | –                | –    | –                | –    | –         | –    | –     |
| 70                | Rui Santos              | POR Portugal           | 1160              | 70   | –                | –    | –                | –    | –         | –    | –     |
| 71                | Shyam Lal Meena         | IND Índia              | 1150              | 71   | –                | –    | –                | –    | –         | –    | –     |
| 72                | Alan Bryant             | ZIM Zimbabwe           | 1149              | 72   | –                | –    | –                | –    | –         | –    | –     |
| 73                | Thinley Dorji           | BHU Butão              | 1144              | 73   | –                | –    | –                | –    | –         | –    | –     |
| 74                | Noel Lynch              | IRL Irlanda            | 1141              | 74   | –                | –    | –                | –    | –         | –    | –     |
| 75                | Claudio Pafundi         | ARG Argentina          | 1126              | 75   | –                | –    | –                | –    | –         | –    | –     |
| 76                | Pema Tshering           | BHU Butão              | 1124              | 76   | –                | –    | –                | –    | –         | –    | –     |
| 77                | Fok Ming Shan           | HKG Hong Kong          | 1108              | 77   | –                | –    | –                | –    | –         | –    | –     |
| 78                | Wrex Tarr               | ZIM Zimbabwe           | 1092              | 78   | –                | –    | –                | –    | –         | –    | –     |
| 79                | Lai Chi Hung            | HKG Hong Kong          | 1079              | 79   | –                | –    | –                | –    | –         | –    | –     |
| 80                | Jigme Tshering          | BHU Butão              | 1070              | 80   | –                | –    | –                | –    | –         | –    | –     |
| 81                | Ángel Bello             | ARG Argentina          | 1017              | 81   | –                | –    | –                | –    | –         | –    | –     |
| 82                | Sameer Jawdat           | KSA Arábia Saudita     | 964               | 82   | –                | –    | –                | –    | –         | –    | –     |
| 83                | Adel Aljabrin           | KSA Arábia Saudita     | 921               | 83   | –                | –    | –                | –    | –         | –    | –     |
| 84                | Derrick Tenai           | SOL Ilhas Salomão      | 505               | 84   | –                | –    | –                | –    | –         | –    | –     |